# Pilea iseana
Pilea iseana är en nässelväxtart som beskrevs av Tomitaro Makino. Pilea iseana ingår i släktet pileor, och familjen nässelväxter. Inga underarter finns listade i Catalogue of Life.